# Port Authority of New York and New Jersey
Port Authority of New York and New Jersey, abgekürzt PANYNJ, ist die gemeinsame Hafenbehörde der US-Bundesstaaten New York und New Jersey. Sie wurde 1921 als Port of New York Authority eingerichtet. Seit 1972 trägt sie den heutigen Namen.
Als Arbeitsbereich wurde durch Vertragsschluss beider Bundesstaaten ein 40-Kilometer-Umkreis um die Freiheitsstatue definiert (3900 km²). Diese Definition unterscheidet sich vom alltäglich gebrauchten und eher unspezifischen Begriff „New Yorker Hafen“. 
Die Aufgaben der Behörde umfassen über den Betrieb der Häfen in den beiden Bundesstaaten hinaus den von regional bedeutsamer Verkehrs-Infrastruktur und das Eigentum an Immobilien. Dazu gehören mehrere Straßenbrücken und Straßentunnel, die drei großen Verkehrsflughäfen im Raum New York City (John F. Kennedy International Airport, LaGuardia Airport und Newark Liberty International Airport) sowie das Schienenpersonennahverkehrssystem Port Authority Trans-Hudson (PATH). Sie ist Eigentümer des Grundstücks für das World Trade Center in Lower Manhattan.
Als Behörde kann die Port Authority eigene Polizei- und andere Ordnungskräfte einsetzen. Insgesamt hat sie mehrere Tausend Beschäftigte in beiden Bundesstaaten.

## Verbindungen über den Hudson River
Bis Anfang des 20. Jahrhunderts gab es keine Brücken über oder Tunnel unter dem Hudson River nach New York City. Der Holland Tunnel wurde 1924 von einer eigenständigen Firma, die als Vorläufer der Hafenbehörde gilt, erbaut und betrieben. Mit zunehmendem Kfz-Verkehr gab es vermehrt Bedarf für Brücken etc. Bereits früh wurden Brücken über den Arthur Kill an der Grenze zu Staten Island mit Schuldverschreibungen finanziert wie beispielsweise die Goethals Bridge und das Outerbridge Crossing (1928), das nach dem ersten Vorsitzenden der Port Authority Eugenius H. Outerbridge benannt wurde. Die Bayonne Bridge (1931) überspannt den Kill Van Kull.
1927 begann der Bau der George Washington Bridge (1931), die von Manhattan nach Fort Lee in New Jersey führt.
Seit 1930 gehört der Holland Tunnel offiziell der Port Authority, die aus ihm signifikante Einnahmen durch die Tunnelgebühren erzielt. Dazu kam bereits in den frühen 1940er Jahren der Lincoln Tunnel in Midtown Manhattan.

## Flughäfen
- Newark Liberty International Airport in Newark
- La Guardia Field (heute LaGuardia Airport), eigentlich ein städtischer Zuschussbetrieb, benötigte bereits 1939 eine Erweiterung.[1]
- John F. Kennedy International Airport (früher Idlewild Airport) und das Floyd Bennett Field.[2] Die Hafenbehörde machte aus ihnen Gewinnbringer, auch dadurch, dass sie Geschäfte und Restaurants hinzubaute.[1]
- Flughafen Teterboro in Teterboro und Elizabeth in New Jersey
- Downtown Manhattan Heliport
- Stewart International Airport in Newburgh seit Januar 2007

Die Flugplätze gehören zum Teil den Gemeinden, die den Betrieb an die PANYNJ vermieten.

## Hafenumschlag
2015 wurden in den Häfen New Yorks und New Jerseys 73,608 Mio. t Güter umgeschlagen. Der Containerumschlag lag bei 6,372 Mio. TEU. Dies entspricht 51,9 % des gesamten Containerumschlags an der Nordatlantikküste der USA.
Die Hafenbehörde betreibt:
- Brooklyn Port Authority Marine Terminal in Red Hook, Brooklyn, NY
- Auto Marine Terminal in Bayonne und Jersey City
- Howland Hook Marine Terminal auf Staten Island
- Port Newark-Elizabeth Marine Terminal in Elizabeth, das erste Containerterminal in den USA[4]

## Brücken und Tunnel
Die Port Authority besitzt die folgenden Bauwerke:
- Bayonne Bridge
- Dock Bridge
- George Washington Bridge
- Goethals Bridge
- Holland Tunnel
- Lincoln Tunnel
- Outerbridge Crossing

## Bus- und Bahnverkehr

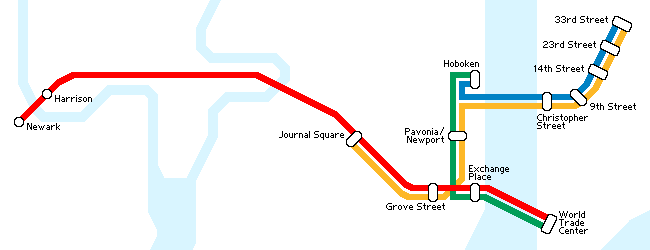
Die 4 PATH-Linien tagsüber

- Port Authority Bus Terminal in der 42nd Street in Midtown Manhattan
- George Washington Bridge Bus Station in Manhattans Stadtteil Washington Heights
- Port Authority Trans-Hudson (PATH), ein U-Bahn-System zur Anbindung von New Jersey an New York City, das bis 1962 eine private Eisenbahngesellschaft war
- Amtrak-Station Newark Liberty International Airport Train Station im Northeast Corridor des Eisenbahnnetzes
- AirTrain JFK bindet den JFK-Flughafen mit zwei Umsteigestationen, Howard Beach–JFK Airport und Jamaica Station in Queens, an das öffentliche Nahverkehrsnetz an.

## Grund- und Hausbesitz
In der ganzen Region, zum Beispiel „The Teleport Communications Center“ in Staten Island, Bathgate Industrial Park in der Bronx, Essex County Resource Recovery Facility (New Jersey), The Legal Center in Newark, Queens West in Long Island City und The South Waterfront in Hoboken besitzt die PANYNJ Grundstücke und Gebäude.
Der Port Authority gehört das Grundstück, auf dem seit 2006 das Brooklyn Cruise Terminal betrieben wird.

### World Trade Center
Bereits 1961 gab es erste Pläne für einen Bau des World Trade Center. Schließlich tauschte die Hafenbehörde das Baurecht für das WTC-Projekt mit der Pflicht zur Weiterführung der bankrotten Hudson and Manhattan Railroad. Teil des Handels waren die Sanierung der U-Bahn-Tunnel Downtown Hudson Tubes und Uptown Hudson Tubes unter dem Hudson River, die Übernahme der Verkehrsstation mit Bürohochhäusern Hudson Terminal und sanierungsbedürftiger anderer Liegenschaften in Lower Manhattan, deren Abriss später das World Trade Center ermöglichten.
1964 entwarf der Architekt Minoru Yamasaki die Zwillingstürme (twin towers), deren Bau im August 1968 begann. 1973 erreichten die Türme eine Kostenhöhe über 900 Millionen US-Dollar.

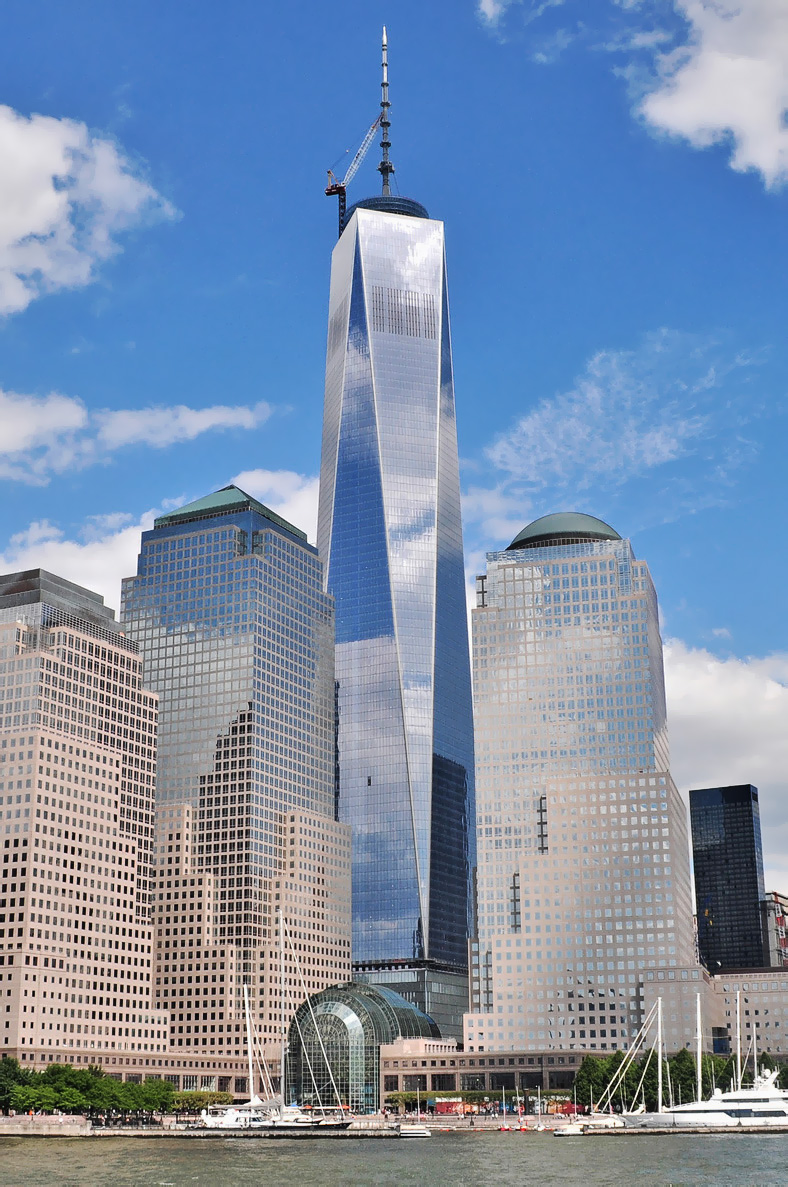
Das One World Trade Center, einer der neuen Wolkenkratzer des neuen World Trade Centers, gehört der Port Authority.

### Eigentum am World-Trade-Center-Gelände
Als Grundstückseigentümer plante die PANYNJ ab Ende 2001 den Wiederaufbau in Kooperation mit Silverstein Properties und der Lower Manhattan Development Corporation. 2006 wurde mit Silverstein Properties die Vermietung und der Besitz der späteren Hochhäuser (One-, Two-, Three- und Four World Trade Center) vereinbart. Während lediglich das One World Trade Center vollständig im Besitz der Hafenbehörde bleibt, ist Silverstein Properties mit der Umsetzung der übrigen Wolkenkratzer am Ground Zero betraut. Bestandteil der Vereinbarung war auch der Bau und Betrieb des PATH-WTC-Umsteigebahnhofs (Transportation Hub). Damit bleibt die PANYNJ langfristig Grundstückseigentümer an dieser Stelle New Yorks. Des Weiteren errichtete die PANYNJ auf dem Gelände die Gedenkstätte für die Opfer der Terroranschläge.

## Verwaltungsspitze
Die Hafenbehörde wird von den Gouverneuren von New York und New Jersey gemeinsam geleitet, die je sechs Direktoren (Commissioners) mit Zustimmung ihrer jeweiligen Senate ernennen. Der Executive Director, vergleichbar mit einem CEO, wird vom Board of Commissioners ernannt.
Die Hafenbehörde kann keine Steuern erheben beziehungsweise verwalten, sondern sich nur über Gebühren und Mieteinnahmen finanzieren.

Hubschrauber der PAPD

## Port Authority of New York and New Jersey Police Department
Das Port Authority of New York and New Jersey Police Department, abgekürzt PAPD, ist eine der großen Polizeibehörden in den USA mit etwa 1600 uniformierten und zivilen Beamten. Es erfüllt die Aufgabe einer Bahnpolizei für die U-Bahn PATH und arbeitet mit dem Polizei von New York (NYPD) zusammen. Die Direktion befindet sich in Jersey City (Journal Square, New Jersey). PAPD ist an das National Crime Information Center (NCIC) in Washington, D.C. angeschlossen. Die Polizei der Hafenbehörde umfasst auch eine separate Kriminalpolizei.